# Bentierode
Bentierode ist eine Ortschaft der Stadt Einbeck im südniedersächsischen Landkreis Northeim.

## Geografie
Bentierode befindet sich im östlichen Teil der Stadt Einbeck an der Grenze zu Bad Gandersheim. Bentierode grenzt damit an die Gandersheimer Ortslage Drei Linden bzw. der Wüstung Rickelshausen.
Südöstlich von Bentierode befindet sich der Bentieröder Ortsteil Rimmerode mit seinem alten Rittergut. Östlich liegt der Flugplatz Bad Gandersheim. Südlich von Bentierode befindet sich Opperhausen und dazwischen liegt der zu Bentierode gehörende Oyershäuser Berg (benannt nach dem Weiler Oyershausen bei Opperhausen). Westlich von Bentierode liegen die Einbecker Ortschaften Kreiensen und Billerbeck.

## Name
Bentierode wurde urkundlich auch als Bentigherode, Bentingerode oder Bentingeroda erwähnt. Erstmals findet sich der Name in Quellen des 14. Jahrhunderts. Er leitet sich vermutlich von „die Rodung der Leute des Benti“ ab. Eventuell könnte sich Bentierode auch auf „Bente“ beziehen, was Binse oder Rohrkolben bedeutet.

## Geschichte

### Gründung und Verwaltungszugehörigkeit
Der Ort wurde im Zuge einer zweiten großen Rodungsperiode im 10. und 11. Jahrhundert im Leinetal vermutlich um 1200 gegründet.
Der Standort des Ortes hat sich vor dem Dreißigjährigen Krieg vermutlich noch am Ort der Wüstung Rickelshausen am Kriegerweg befunden (innerhalb der heutigen Stadtgrenze von Bad Gandersheim). Zumindest ein Teil der dortigen Einwohner sind dann aufgrund der Frustration über die mehrfachen Zerstörungen marodierender Soldaten in die südlich gelegenen Sümpfe an den heutigen Standort gezogen. Bentierode ist somit aus Rickelshausen hervorgegangen.
Nach einem alten Bedeverzeichnis von 1418 gehörte Bentierode damals zum Amt Gandersheim. Die Zugehörigkeit zu Gandersheim dauerte zunächst bis 1651. Zwischen 1651 und 1707 war Bentierode Teil des Amtes Westerhof im Fürstentum Calenberg, danach kam Bentierode wieder zurück nach Gandersheim.
Der Kommunalverband zwischen Rimmerode und Bentierode wurde 1856 aufgehoben. 1924 wurde Rimmerode nach Bentierode eingemeindet.

### Friedenskapelle in Bentierode
Die Kapelle in Bentierode wird 1524 erstmalig erwähnt, während ihre Erbauung im ausgehenden Mittelalter um 1500 vermutet wird. 1751 ist urkundlich belegt, dass am Giebel der Bentieröder Kapelle Reparaturen vorgenommen wurden. Als die Kapelle in Rimmerode 1861 abgerissen wurde, wurden alle wertvollen Gegenstände, beispielsweise der Altar mit dem Altarbild oder der vom Gandersheimer Goldschmied Johann Balthasar Zimmermann angefertigten Abendmahlskelche, in die Friedenskapelle überführt. Die Glocke der Friedenskapelle mit einem Durchmesser von 37,5 cm wurde 1886 fertiggestellt und ersetzte die ältere. In neuerer Zeit wird die Kapelle als „Friedenskapelle“ bezeichnet.

### Kapelle in Rimmerode
Die Kapelle in Rimmerode bestand vermutlich schon länger als die in Bentierode, wurde aber seit der Reformation nicht mehr genutzt. Im Jahre 1595 wurde die Kapelle in Rimmerode wiederhergestellt.

### Dorfschule
Seit der Reformation gab es in Greene für die 10 Dörfer des Kirchspiels Greene, zu dem auch Bentierode gehörte, eine Schule. 1649 beschloss die Dorfgemeinschaft von Kreiensen und einiger umliegender Dörfer, eine Dorfschule zu gründen, die 1650 gebaut wurde. Die Kreienser Schule konnte auch von Kindern aus Bentierode besucht werden. 1691 beschloss die Gemeindeversammlung, in Bentierode eine eigene Schule zu gründen. Der erste Schulmeister Zacharias aus Dankelsheim musste sich noch zusätzlich als Schneider und Kleinbauer verdingen. Das noch heute in der Dorfmitte existierende Schulhaus wurde wohl um 1750 gebaut. 1963 wurde die Dorfschule geschlossen.

### Friedhof
Die Einwohner von Bentierode wurden in der Vergangenheit wohl häufig noch in Greene auf dem Kirchhof der St.-Martins-Kirche beerdigt.  Es ist jedoch urkundlich belegt, dass zumindest bereits Anfang des 18. Jahrhunderts die Einwohner wohl in Bentierode selbst beerdigt wurden. Erstmalig wird ein Friedhof 1823 erwähnt. Es ist ein Beleg dafür, dass wohl am heute noch existierenden Ort ein Friedhof angelegt wurde. Dieser wurde im Jahr 1851 erweitert. Auf der Separationskarte von Bentierode aus dem Jahr 1864 ist er am heutigen Standort verzeichnet.

### Bevölkerungsentwicklung
Die Einwohnerzahl von Bentierode stieg über die Jahrhunderte vergleichsweise langsam, machte Ende des 18. Jahrhunderts einen größeren Sprung und sank im 20. Jahrhundert wieder. Wenn keine genauen Angaben zur Einwohnerzahl vorlagen, kann von einer durchschnittlichen Haushaltsgröße von etwa 5 Personen im Spätmittelalter und Frühen Neuzeit ausgegangen werden.
Die ältesten Urkunden, die über einzelne Einwohner Auskunft geben, sind Verzeichnisse aus dem 15. Jahrhundert.
| Jahr | Einwohnerzahl, Hofanzahl oder anderer Hinweis auf Einwohnerzahl                                                                                  |
| ---- | --- |
| 1418 | 6 Haushalte, geschätzt 30 Einwohner |
| 1448 | 6 Haushalte, geschätzt 30 Einwohner |
| 1524 | 1 Bauhof, 2 Höfe, 4 Kothöfe, geschätzt 35 Einwohner                                                                                              |
| 1539 | 7 Männer (Haushalte), geschätzt 35 Einwohner |
| 1552 | 7 Männer (Haushalte), geschätzt 35 Einwohner |
| 1581 | 3 Dienstackerhöfe, 1 freier Ackerhof, 3 Dienst-Köter, geschätzt 35 Einwohner                                                                     |
| 1687 | 9 Männer/Haushalte, geschätzt 45 Einwohner |
| 1758 | 3 Halbspänner, 1 Drittelspänner, 1 Viertelspänner, 3 Großköter, 3 Kleinköter, 1 Brinksitzer, 2 Neuanbauer, 16 Hofstellen, geschätzt 80 Einwohner |
| 1774 | 16 Feuerstellen (Wohngebäude) und 101 Einwohner                                                                                                  |
| 1799 | 18 Feuerstellen und 178 Einwohner |
| 1863 | 29 Feuerstellen, 252 Einwohner |
| 1864 | 34 Hofstellen |
| 1877 | 241 Einwohner |
| 1900 | 266 Einwohner |
| 1925 | 301 Einwohner |
| 1933 | 292 Einwohner |
| 1939 | 260 Einwohner |
| 1956 | 338 Einwohner |
| 1970 | 222 Einwohner |
| 2011 | 176 Einwohner |

### 20. und 21. Jahrhundert
Im Zuge der Gebietsreform in Niedersachsen, am 1. März 1974 vollzogen, wurde die zuvor selbstständige Gemeinde Bentierode in die Gemeinde Kreiensen eingegliedert. Als Teil dieser Gemeinde wurde Bentierode am 1. Januar 2013 eine Ortschaft der neugebildeten Stadt Einbeck.

## Politik

### Ortsrat
Bentierode hat einen Ortsrat, der fünf Mitglieder umfasst. Bei der Kommunalwahl 2021 ergab sich folgende Sitzverteilung:
- Wgem. Bentierode: fünf Sitze

### Ortsbürgermeister
Der Ortsbürgermeister ist Uwe Probst (WG).

## Religion

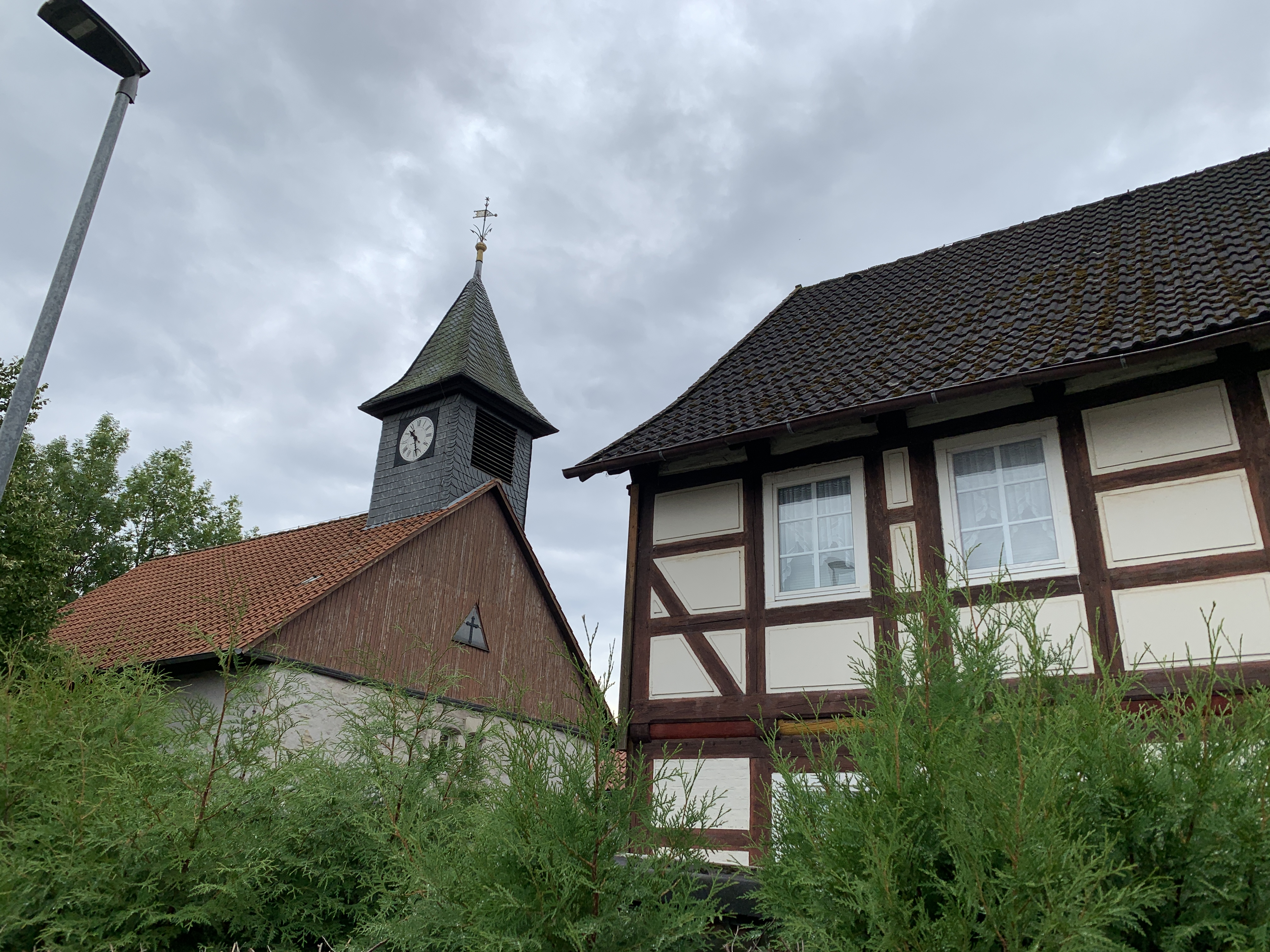
Friedenskapelle und ehemaliges Schulgebäude in Bentierode

Kirchlich gehörte Bentierode bis um 1300 zum Archidiakonat Nörten, danach zum Archidiakonat Einbeck des Erzbistums Mainz. Von 1542 bis 1568 gehörte Bentierode kirchlich zu Gandersheim.
Nach der Einführung der Reformation gehörte Bentierode spätestens ab 1651 zum Kirchspiel Greene. Kirchliche Handlungen wie Taufe und Beerdigungen wurden aber schon zumindest seit Anfang des 18. Jahrhunderts in Bentierode vorgenommen. 1891 kam Bentierode zurück in die Parochie Gandersheim.

## Kultur
Für Bentierode und die nähere Umgebung sind Sagen und Legenden überliefert. Hierzu gehört beispielsweise die Legende vom Sleppetewe, einem riesigen schwarzen Hund, der in den Wäldern von Bentierode sein Unwesen trieb und in der Sage als Spukgestalt (Höllenhund) auftritt.  Ein anderes Beispiel ist die Sage von der weißen Jungfrau.

## Wirtschaft und Infrastruktur
Über die Kreisstraße 627 ist das Dorf an die Bundesstraße 445 angeschlossen.
Im Westen des Ortes verläuft der Hopfenbergtunnel, der die Schnellfahrstrecke Hannover–Würzburg der Bahn durch den Hopfenberg führt.
Bentierode hat seit 1860 eine freiwillige Feuerwehr und ist seit 1884 an das öffentliche Wassernetz angeschlossen.

## Persönlichkeiten
Bekannte Personen, die entweder in Bentierode geboren oder gestorben sind bzw. längere Zeit in Bentierode gelebt haben:
- Gustav Koch (1895–1975), Politiker
- Klaus Meyer (1937–2014), Fußballspieler
- Ernst-August Steinhoff (1917–1998), Tenor
- Heinrich Steinhoff (1871–1939), Mitglied des Braunschweigischen Landtages und Lokalpolitiker[69]